# Potentiostat
Un potentiostat est un appareil électronique destiné à l'étude des phénomènes électrochimiques.

## Histoire
La première méthode potentiostatique a été utilisée par Frederick Cottrell en 1903. Elle consistait en une cellule électrochimique connectée à une batterie en série avec un galvanomètre pour la mesure d'un courant, mais ce simple potentiostat n'était pas capable de mesurer la différence de potentiel à l'interface de l'électrode de travail dans le circuit. L'histoire des potentiostats a été approfondie par Archie Hickling, un électrochimiste de l'université de Leicester en 1942, qui a développé le principe du potentiostat moderne à trois électrodes, en supposant que les processus électrolytiques sont généralement régis par le potentiel des électrodes, et a ajouté une troisième électrode au système et développé un moyen de contrôler automatiquement le potentiel. Le principe général de cette conception était de comparer la différence de potentiel entre l'électrode de travail et l'électrode de référence à l'aide d'une tension dérivée d'un potentiomètre.
Le potentiostat de Hickling a été le premier potentiostat à utiliser un circuit de rétroaction négative pour la mesure et le contrôle de la tension des électrodes. Il a été défini comme « potentiostat » par Prazak en 1956. Un autre contributeur important au développement du potentiostat est Hans Wenking (de) qui, à la fin des années 1950 et 1960, a participé à la conception de l'électronique toujours utilisée dans les stations de travail électrochimiques modernes d'aujourd'hui.
Depuis 1971, la rétroaction négative est réalisée à l'aide d'un composant électronique, appelé amplificateur de contrôle. En 1991, le MacPile a été développé par Yves Chabre et Christian Mouget. Ce potentiostat est considéré comme le précurseur du potentiostat multicanaux contrôlé par ordinateur disponible sur le marché aujourd'hui. 
Les multichannel potentiostats modernes ont également évolué pour inclure des fonctionnalités telles que la correction de la chute ohmique, la compensation de la température et l'analyse de l'impédance électrochimique (EIS). Les multichannel potentiostats modernes sont de plus en plus petits et portables, ce qui les rend plus faciles à utiliser pour les applications en dehors du laboratoire.

## Descriptif
En principe, on porte une électrode (électrode de travail) à un potentiel donné par rapport à une électrode de référence. L'électrode de travail est chimiquement inerte, elle ne réagit donc ni avec la solution, ni par application d'un potentiel. Par contre, des substances présentes en solution peuvent être oxydées ou réduites à la surface de l'électrode.
Si une réaction redox se passe à la surface de l'électrode de travail, un courant circule entre la solution et l'électrode. Par définition, on compte un courant positif, si les électrons passent de la solution à l'électrode, donc la substance est oxydée. Inversement, on compte un courant négatif si la substance est réduite, les électrons passent alors de l'électrode dans la solution. 
Pour maintenir l'électrode de travail à un potentiel constant, il faut éviter de faire passer un courant par l'électrode de référence (ce qui changerait son potentiel). Ceci nécessite une troisième électrode : l'électrode auxiliaire (appelée aussi contre-électrode). Le courant circule alors entre l'électrode de travail et l'électrode auxiliaire, le potentiel est imposé entre l'électrode de travail et l'électrode de référence. Le générateur particulier permettant de maintenir automatiquement le potentiel de l'électrode de travail, même sous courant, est appelé potentiostat.
La solution contenant le produit à analyser et un électrolyte support est introduite dans la cellule de mesure. Un barbotage d'azote élimine l'oxygène qui pourrait être gênant. Le potentiostat est programmé pour balayer automatiquement le potentiel à une vitesse choisie, et le cyclovoltammogramme est enregistré directement par la table traçante. 

## Principe de fonctionnement
Dans son principe, un potentiostat mesure la différence de potentiel entre les électrodes de travail (ET) et de référence (Réf) d'une cellule à trois électrodes (Fig. 1), fait passer un courant {\displaystyle I_{\textrm {c}}} dans la cellule par l'intermédiaire de la contre électrode (CE) et mesure le courant à l'aide de la chute ohmique {\displaystyle I_{\textrm {c}}} {\displaystyle R_{\textrm {m}}} aux bornes de la résistance {\displaystyle R_{\textrm {m}}}.

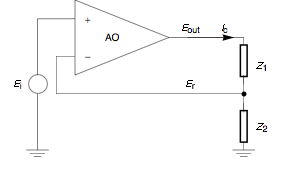
Fig. 2 : Schéma de fonctionnement d'un potentiostat.

L'amplificateur opérationnel AO sert à maintenir la différence de potentiel entre la référence et l'électrode de travail aussi proche que possible du potentiel d'entrée de la source {\displaystyle E_{\textrm {i}}}. Il ajuste sa sortie pour contrôler automatiquement le courant dans la cellule de telle sorte que la différence de potentiel entre référence et travail soit aussi proche que possible de {\displaystyle E_{\textrm {i}}}.

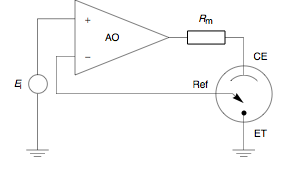
Fig. 1 : Schéma de principe d'un potentiostat.

Pour comprendre comment un potentiostat fonctionne il faut écrire quelques équations classiques d'électronique. Mais avant cela on peut remarquer que d'un point de vue électrique la cellule électrochimiques à trois électrodes et la résistance de mesure {\displaystyle R_{\textrm {m}}} peuvent être considérés comme deux impédances (Fig. 2). L'impédance {\displaystyle Z_{1}} intègre {\displaystyle R_{\textrm {m}}} en série avec l'impédance d'interface de la contre-électrode et la résistance de la portion d'électrolyte comprise entre la contre-électrode et l'électrode de référence. L'impédance {\displaystyle Z_{2}} représente l'impédance d'interface de l'électrode de travail en série avec la résistance de la portion d'électrolyte compris entre l'électrode de travail et celle de référence.
Le rôle de l'amplificateur opérationnel (AO) est d'amplifier la différence qui existe entre l'entrée {\displaystyle +} et l'entrée {\displaystyle -}. Ce qui se traduit mathématiquement dans l'équation :
{\displaystyle E_{\textrm {out}}=A\,(E^{+}-E^{-})=A\,(E_{\textrm {i}}-E_{\textrm {r}})}. (1)
où {\displaystyle A} est le gain de l'AO. Avant de continuer nous devons faire l'hypothèse qu'aucun courant, ou un courant insignifiant, traverse l'électrode de référence. Ceci correspond à la réalité puisque l'électrode de référence est connectée à un électromètre de haute impédance. Le courant {\displaystyle I_{\textrm {c}}} dans la cellule électrochimique peut s'écrire de deux manières :
{\displaystyle I_{\textrm {c}}={\frac {E_{\textrm {out}}}{Z_{1}+Z_{2}}}}, (2)
et :
{\displaystyle I_{\textrm {c}}={\frac {E_{\textrm {r}}}{Z_{2}}}}. (3)
Combiner les Eqs. (2) et (3) mène à l'équation (4) :
{\displaystyle E_{\textrm {r}}={\frac {Z_{2}}{Z_{1}+Z_{2}}}\,E_{\textrm {out}}=\beta \,E_{\textrm {out}}}, (4)
où {\displaystyle \beta } est la fraction de la tension de sortie de l'AO retournée sur son entrée {\displaystyle -}, c'est-à-dire le taux de contre-réaction (ou taux de rétroaction) :
{\displaystyle \beta ={\frac {Z_{2}}{Z_{1}+Z_{2}}}}. (5)
Des Eqs. (1) et (4) on tire :
{\displaystyle {\frac {E_{\textrm {r}}}{E_{\textrm {i}}}}={\frac {\beta \,A}{1+\beta \,A}}}. (6)
Lorsque la quantité {\displaystyle \beta } {\displaystyle A} est très grande par rapport à un, l'Eq. (6) se simplifie en :
{\displaystyle E_{\textrm {i}}=E_{\textrm {r}}}, (7)
qui prouve que l'AO fonctionne afin de maintenir la différence de potentiel entre l'électrode de référence et celle de travail proche de la tension {\displaystyle E_{\textrm {i}}} d'entrée.